# Asterophrys
Asterophrys är ett litet grodsläkte, vilket endast består av två grodarter från Nya Guinea. 
- Asterophrys leucopus (Richards, Johnston & Burton, 1994)
- Asterophrys turpicola (Schlegel, 1837)